# Terebellum (asterisme)

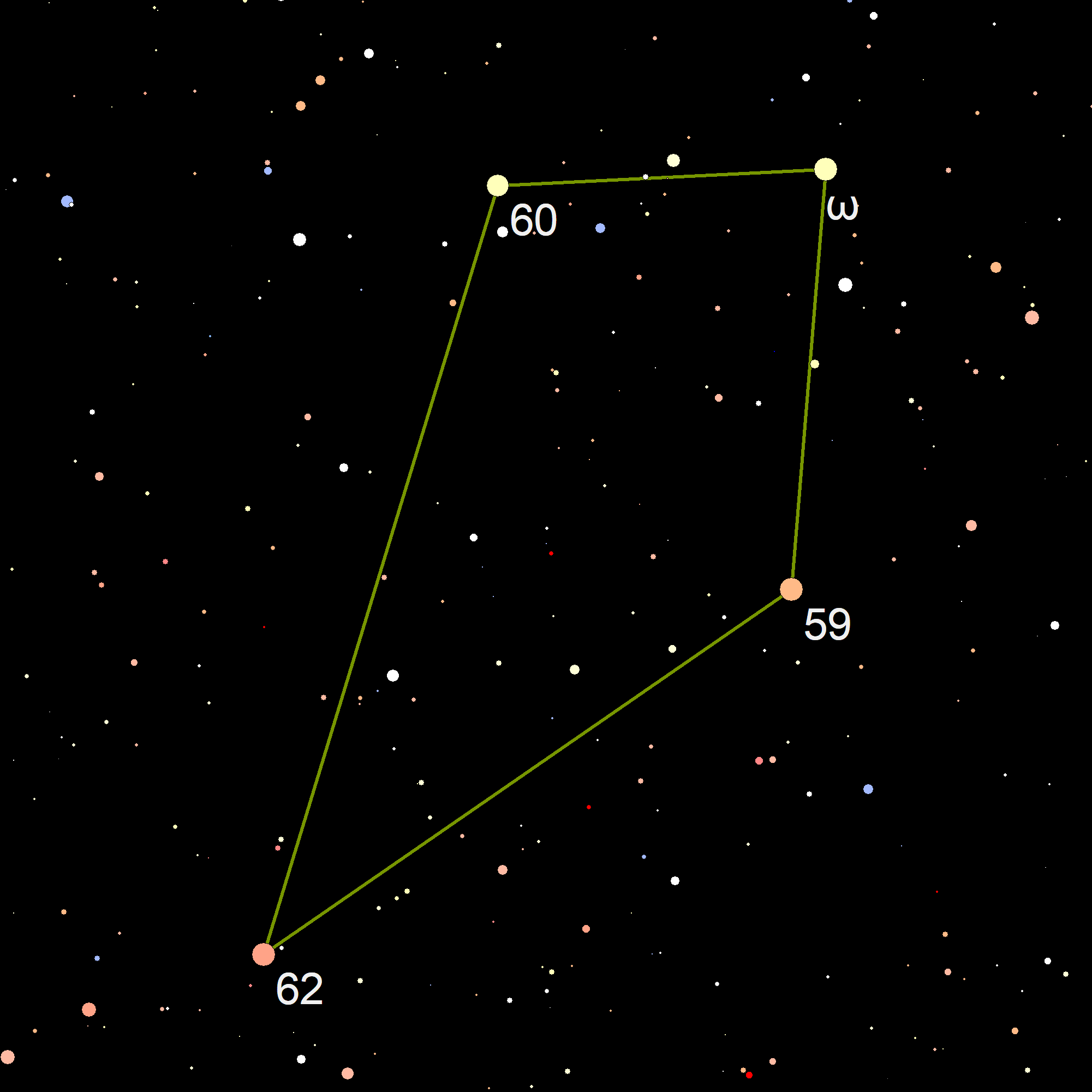
Terebellum

Terebellum is de naam van een asterisme bestaande uit een viertal dicht bij elkaar staande (minder dan 2 graden van elkaar) vierde magnitude sterren in het oostelijk gedeelte van het sterrenbeeld Boogschutter (Sagittarius). Het viertal stond bij Ptolemeus bekend als τετράπλευρον (tetrapleuron). De vier sterren vormen echter geen open sterrenhoop, hun samenstand in de nachtelijke hemel is toevallig. Het Terebellum kan gemakkelijk worden waargenomen met behulp van een klassieke verrekijker of met de zoeker van een telescoop. Het Terebellum heeft dezelfde declinatie als de ster Antares van de Schorpioen (tussen -26° en -27°).
- 58 - omega Sagittarii (noordoost)
- 59 - b Sagittarii (zuidoost)
- 60 - A Sagittarii (noordwest)
- 62 - c Sagittarii (zuidwest)

## Herman's cross
Sommige amateurastronomen zien in de vier sterren van het Terebellum een kruisvormig asterisme, en noemen het Herman's cross.

## Culminatie van Terebellum
Tijdens de culminatie van het asterisme Terebellum kunnen er pogingen ondernomen worden om het 8 graden zuidelijker gelegen koppel sterren Theta1 en Theta2 Sagittarii op te sporen, die, gezien vanuit de Benelux, slechts 4 graden boven de zuidelijke horizon klimmen. Uiterst gunstige atmosferische omstandigheden, afwezigheid van storende lichthinder, en een vrije horizon zijn vereist om de waarnemingen te doen slagen. Deze sterren kunnen enkel worden waargenomen met verrekijkers of telescopen.
Op 6 graden ten zuidwesten van het asterisme Terebellum bevindt zich de bolvormige sterrenhoop Messier 55. De kans dat deze sterrenhoop vanuit de Benelux kan worden waargenomen is vrij klein. Toch kunnen tijdens uiterst gunstige atmosferische omstandigheden pogingen worden ondernomen om deze bolhoop alsnog te zien te krijgen. Niet al te veel vergrotende telescopen zijn daarbij vereist. Messier 55 klimt tijdens de culminatie tot 8 graden boven de zuidelijke horizon.